# Willemijn Bos
Willemijn Bos (Eelde, 2 maggio 1988) è una hockeista su prato olandese.

## Palmarès

### Olimpiadi
- 1 medaglia:
  - 1 argento (Rio de Janeiro 2016)

### Mondiali
- 1 medaglia:
  - 1 oro (L'Aia 2014)

### Europei
- 3 medaglie:
  - 1 oro (Gladbach 2011)
  - 1 argento (Londra 2015)
  - 1 bronzo (Boom 2013)

### Champions Trophy
- 3 medaglie:
  - 1 oro (Amsterdam 2011)
  - 2 bronzi (Rosario 2012; Mendoza 2014)